# Melampsora monticola
Melampsora monticola är en svampart som beskrevs av Mains 1917. Melampsora monticola ingår i släktet Melampsora och familjen Melampsoraceae.   Inga underarter finns listade i Catalogue of Life.